# Billie Holiday
Billie Holiday, pravo ime – Eleanor Gough McKay (Philadelphia, 7. travnja 1915. – New York, 17. srpnja 1959.), znana među jazz poklonicima kao Lady Day, predstavlja jednu od najznačajnijih jazz pjevačica svih vremena uz Sarah Vaughan i Ellu Fitzgerald.
Svojim posebnim timbrom i sonornim, gotovo instrumentalnim, načinom pjevanja, afirmirala se između dva rata među vodeće interprete bluesa i kompozicija u stilu swinga. Snimila je film New Orleans i napisala autobiografiju Lady pjeva blues.

## Životopis
Pravim imenom  Eleanora Fagan Gough odrastala je bez oca Clarenca (koji je bio jazz gitarist kod Fletchera Hendersona), uz majku i rodbinu, morala je rano početi raditi u javnoj kući kao čistačica pa i prostitutka. O njezinom djetinjstvu opširno govori njezina autobiografija Lady sings the Blues izdana 1956. godine. U New York se doselila negdje1930. g.
Njezin rad se uglavnom dijeli na dvije faze "ranu" i "zrelu" fazu.

### Rana faza
Prve nastupe imala je u Harlemu i uskoro ju "otkriva" glazbeni producent John Hammond u klubu Monette´s. S 18 godina ima prve zajedničke nastupe s Bennyjem Goodmanom i prvu snimku "My Mother´s Son-In-Law". Tako je počela graditi svoj glazbeni stil unutar jazza i bluesa. Kasnije je radila s Lesterom Youngom, Countom Basieom i Artiem Shawom. Bila je duboko pogođena rasnim konfliktima, netrpeljivošću i segregacijom koja ju je ponižavala i na pozornici. U tom razdoblju preobrazila se u "Lady Day", izlazeći na pozornicu s bijelom gardenijom u kosi.

### Zrela faza
Lady Day je gotovo cijeli svoj životni vijek provela ovisna o drogama, pušeći marihuanu od rane mladosti, opijanjima, ali ono što ju je potpuno uništilo je bio heroin. Uz to je imala sudske procese zbog nedopuštenog posjedovanja droge, a njezin privatni život bio je turbulentan kao i pjesme koje je pjevala. Ulazila je iz veze u vezu s vulgarnim muškarcima, a otvoreno se deklarirala kao biseksualka.
Jedino što je kontinuirano uzdizala bile su njezine pjesme, melankonične i erotične, strastvene ljubavne balade i gorke priče newyorškog Harlema. S druge strane bila je njezina urođena otmjenost i glamour. Dama tužnih očiju, sa svim svojim kontrastima bila je jedinstvena na jazz – blues sceni. Pjesme poput "God Bless the Child", Gershwinova "I Love You Porgy", "Fine and Mellow", "Strange Friut" su jazz klasici. Snimila je posljednju ploču u pratnji Raya Ellisa i njegovog orkestra u ožujku 1959. g. (s kojim je snimila i album Lady in Satin).
Nažalost njezina zvijezda prerano se ugasila u 44. godini, umrla je 17. srpnja 1959. g. (od ciroze jetre) u New Yorku gdje je i sahranjena.

## Karizma B. Holiday
Njezin utjecaj na glazbenike je bio neosporan, u prvom redu na Janis Joplin i Ninu Simone. Godine 1972. snimljen je biografski film  "Lady Sings the Blues" s pjevačicom Dianom Ross. Film je bio nominiran za mnogobrojne nagrade, a Diana Ross je izdala istoimeni album sa soundtrackom.
U čast "kraljici bluesa" 1987. g. irski rock sastav U2 snimio je pjesmu i videospot "Angel of Harlem" (dvostruki album Rattle and Hum).

## Nagrade
Billie Holiday je 2000. primljena u Rock and Roll Hall of Fame.

## Diskografija

### Originalni albumi (LP)
- 1952 Billie Holiday Sings
- 1953An Evening with Billie Holiday
- 1954.: Billie Holiday at Jazz at the Philharmonic (live, 1945./46.)
- 1954.: Billie Holiday
- 1955.: Music for Torching
- 1956.: Velvet Mood
- 1956.: Lady Sings the Blues
- 1957.: Body and Soul
- 1957.: Songs for Distingué Lovers
- 1957.: Ella Fitzgerald & Billie Holiday at Newport (live)
- 1958.: Stay with Me
- 1958.: All or Nothing at All
- 1958.: Lady in Satin
- 1959.: Last Recordings
- 1961.: The Essential Billie Holiday: Carnegie Hall Concert Recorded Live (live 1957.)

### Singlovi
| 1934. | "Riffin' the Scotch"                        | 6  |   |
| 1935. | "What a Little Moonlight Can Do"            | 12 |   |
| 1935. | "Twenty-Four Hours A Day"                   | 6  |   |
| 1935. | "If You Were Mine"                          | 12 |   |
| 1936. | "You Let Me Down"                           | 18 |   |
| 1936. | "These Foolish Things (Remind Me of You)"   | 5  |   |
| 1936. | "It's Like Reaching for the Moon"           | 17 |   |
| 1936. | "No Regrets "                               | 9  |   |
| 1936. | "Summertime"                                | 12 |   |
| 1936. | "A Fine Romance"                            | 9  |   |
| 1936. | "Let's Call a Heart a Heart"                | 18 |   |
| 1936. | "The Way You Look Tonight"                  | 3  |   |
| 1936. | "Who Loves You "                            | 4  |   |
| 1936. | "That's Life, I Guess"                      | 20 |   |
| 1936. | "I Can't Give You Anything But Love (Dear)" | 5  |   |
| 1937. | "Pennies from Heaven"                       | 3  |   |
| 1937. | "I've Got My Love to Keep Me Warm"          | 4  |   |
| 1937. | "Please Keep Me in Your Dreams"             | 13 |   |
| 1937. | "This Year's Kisses"                        | 8  |   |
| 1937. | "Carelessly"                                | 1  |   |
| 1937. | "How Could You"                             | 12 |   |
| 1937. | "Moanin' Low"                               | 11 |   |
| 1937. | "They Can't Take That Away From Me"         | 12 |   |
| 1937. | "Mean to Me"                                | 7  |   |
| 1937. | "Easy Living"                               | 15 |   |
| 1937. | "Yours & Mine "                             | 16 |   |
| 1937. | "Me, Myself & I"                            | 11 |   |
| 1937. | "A Sailboat In The Moonlight"               | 10 |   |
| 1937. | "Getting Some Fun Out of Life"              | 10 |   |
| 1937. | "Trav'lin' All Alone"                       | 18 |   |
| 1937. | "Nice Work If You Can Get It"               | 14 |   |
| 1938. | "My Man"                                    | 12 |   |
| 1938. | "You Go to My Head"                         | 20 |   |
| 1938. | "I'm Gonna Lock My Heart"                   | 2  |   |
| 1939. | "Strange Fruit"                             | 16 |   |
| 1941. | "God Bless the Child"                       | 25 |   |
| 1942. | "Trav'lin' Light"                           | 23 | 1 |
| 1945. | "Lover Man (Oh, Where Can You Be?) "        | 16 | 5 |

## Vanjske poveznice
- (engl.) Službene stranice
- (engl.) Službena stranica na Sony BMG
- (engl.) Kratka priča o Billie Holiday
- (engl.) Biografija i uzorci pjesama  Arhivirana inačica izvorne stranice od 9. travnja 2008. (Wayback Machine), Pbs.org
- (engl.) "Twelve Essential Billie Holiday Recordings", Stuart Nicholson, Jazz.com

|  | Zajednički poslužitelj ima još gradiva o temi Billie Holiday |